# Luftangriffe auf Koblenz

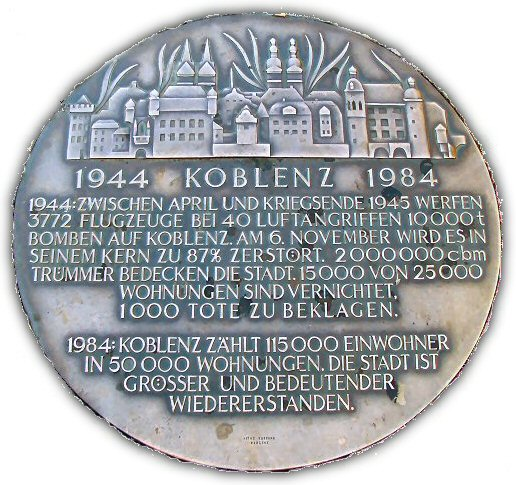
Gedenkplatte in der Koblenzer Altstadt für die Opfer der Luftangriffe

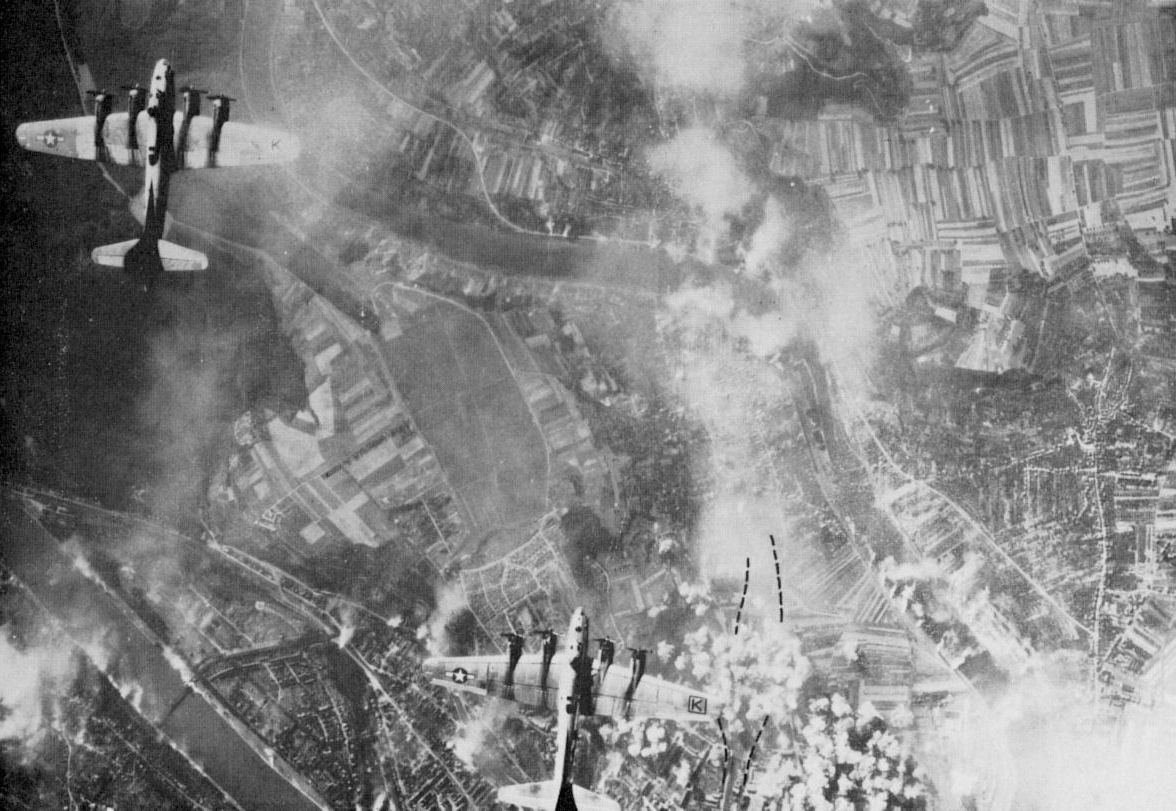
Zwei B-17 der USAAF während des Bombenangriffs vom 19. September 1944. Ziel war der Güterbahnhof Koblenz-Mosel (Goldgrube, Moselweiß), unten links die Rheininsel Oberwerth

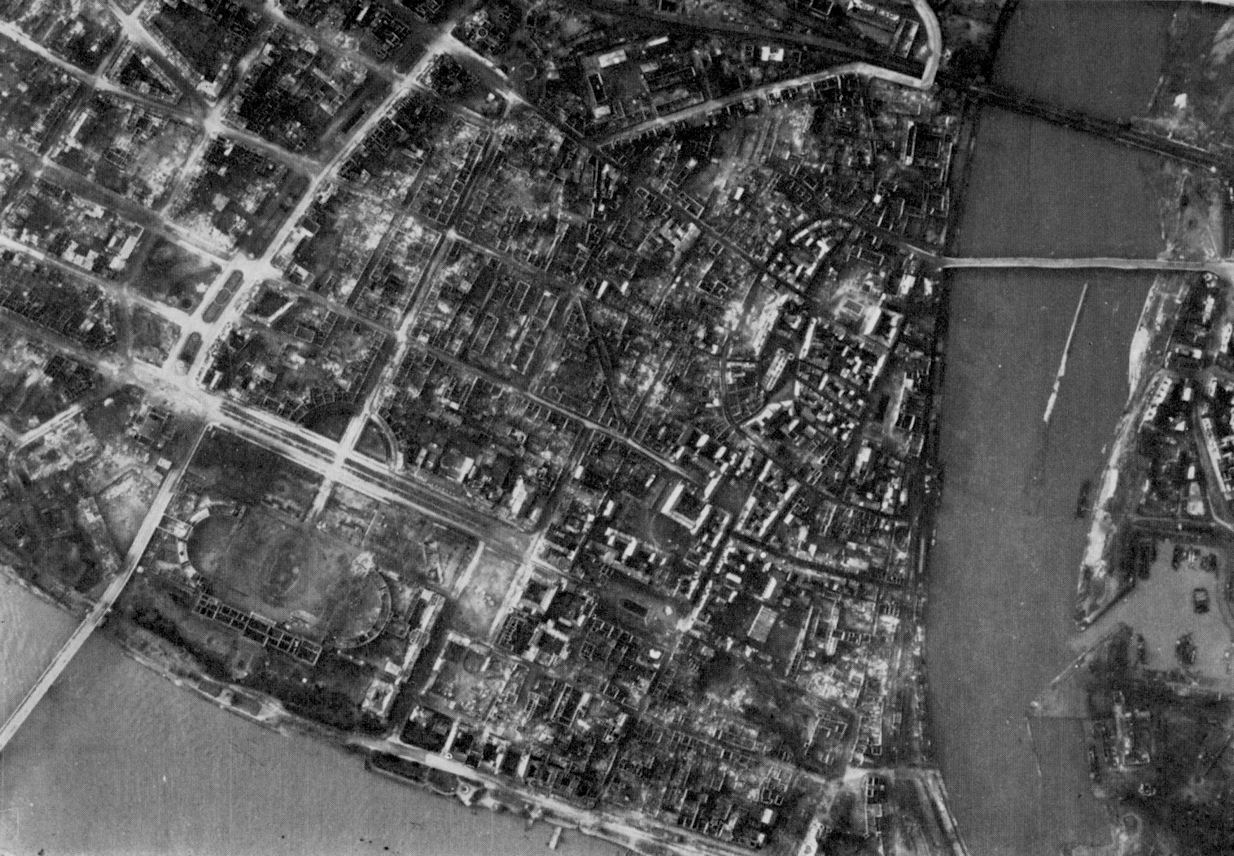
Britisches Luftbild nach dem verheerenden Angriff vom 6. November 1944. Die Koblenzer Altstadt mit dem ausgebrannten Kurfürstlichen Schloss links unten

Die Luftangriffe auf Koblenz im Zweiten Weltkrieg, die 1944 und 1945 von den United States Army Air Forces (USAAF) und der britischen Royal Air Force (RAF) durchgeführt wurden, zerstörten die Stadt Koblenz zu 87 %. Speziell das Flächenbombardement ziviler Ziele (Innenstadt, Wohngebiete und andere) durch die RAF erfolgte aufgrund der vom britischen Luftfahrtministerium (Air Ministry) am 14. Februar 1942 erteilten „Area Bombing Directive“.
Aufgrund dieser Anweisung richtet die RAF den verheerenden Angriff am 6. November 1944 gegen die Koblenzer Innenstadt und machte sie praktisch unbewohnbar. Das historische Stadtbild der Hauptstadt der Rheinprovinz ging in der Folge für immer verloren. Zwei Millionen Kubikmeter Trümmerschutt prägten das Stadtbild. Vom Rhein hatte man ungehinderten Durchblick bis nach Moselweiß. Von ehemals 23.700 Wohnungen blieben nur 1.500 unbeschädigt.
Der Luftkrieg des Zweiten Weltkriegs forderte in Koblenz insgesamt 1.016 Tote und 2.925 Verwundete. Von den 94.417 Einwohnern (1943) lebten bei Kriegsende nur noch rund 9.000 im Stadtgebiet. Diese Personen, die sich aus kriegswichtigen Gründen in der Stadt aufhalten mussten, lebten wochenlang in den großen Betonbunkern der Innenstadt. Der Rest der Koblenzer Bevölkerung wurde schon bis Ende 1944 nach Thüringen evakuiert. Die Luftangriffe auf Koblenz endeten Anfang 1945, als sich amerikanische Truppen von der Eifel her der Stadt näherten.

## Bedeutung als Angriffsziel
Die knapp über 90.000 Einwohner zählende Große Mittelstadt hatte zunächst keine unmittelbare militärisch-strategische Bedeutung. Es gab keine kriegswichtige Industrie in Koblenz. Die Garnisonen der Wehrmacht sowie die Verkehrseinrichtungen wurden von den Alliierten als Ziele mit nur untergeordneter Priorität betrachtet. Bis 1944 blieb Koblenz auch größtenteils von Bombenangriffen verschont, während Städte wie Köln und Frankfurt bereits zu großen Teilen zerstört waren. Koblenz wurde erst im Rahmen der erweiterten britischen Area Bombing Directive zum Zielgebiet.
Mit der Invasion der Alliierten in Frankreich (Operation Overlord) im Juni 1944 geriet auch Koblenz ins Visier der Bomberflotten. Mit Beginn der deutschen Ardennenoffensive im Dezember 1944 gewann das Eisenbahnnetz im Raum Koblenz an Bedeutung und die Bombardierung erreichte ihren letzten Höhepunkt. Nach dem Vorstoß der alliierten Truppen in die Eifel endeten im Januar 1945 auch die Bombenangriffe. In und um Koblenz war die gesamte Infrastruktur zerstört. Am 19. März 1945 eroberten amerikanische Truppen die Stadt und hissten auf dem Rathaus das Sternenbanner.

## Luftschutzmaßnahmen
Obwohl die Stadt Koblenz durch die Luftangriffe zum Kriegsende zu 87 % zerstört war, lag die Zahl der zivilen und militärischen Bombenopfer mit rund 1.100 Toten für eine Stadt dieser Größe relativ niedrig. Hauptgrund hierfür waren die Luftschutzmaßnahmen von Stadt und Reichsluftschutzbund. Nahezu alle Einwohner konnten bei einem Luftangriff in 15 Bunkern, im Eisenbahntunnel Pfaffendorf-Horchheim und in acht Stollen Schutz suchen. Der größte Stollen lag unter der Festung Ehrenbreitstein. Die sechs Tiefbunker, drei Hochbunker und sechs gemischten Bunker verteilten sich auf das gesamte Stadtgebiet, die meisten von ihnen sind bis heute erhalten. Dabei waren drei Bunker für Krankenhäuser und ein Bunker für die Polizei reserviert, die restlichen elf Bunker waren als öffentliche Luftschutzräume ausgewiesen. Hinzu kamen noch zwei Bunker der Reichsbahn am Bahnbetriebswerk Koblenz-Mosel für die Bahnbediensteten.
Die Luftschutzbunker in Koblenz entstanden zwischen 1937 und 1943. Neben den Zivilarbeitern wurden auch Kriegsgefangene zum Bau eingesetzt. Wenn sich feindliche Verbände der Stadt näherten, löste das örtliche Luftschutzwarnkommando zur Warnung der Bevölkerung Fliegeralarm aus. Im Großraum Koblenz waren Flak-Batterien der Kaliber 2 cm bis 12,8 cm (davon vier als Eisenbahnflak) sowie Stellungen mit Flakscheinwerfern im Einsatz. Die Feuerwehr legte zur schnellen Brandbekämpfung mehrere Löschwasserteiche auf großen Plätzen an. Sperrballone sollten die Rhein- und Moselbrücken vor Angriffen von Tieffliegern schützen.
Nach Ende des Krieges dienten die Bunker den in die Stadt zurückkehrenden Menschen noch viele Jahre als Wohnunterkunft. Mit Einsetzen des Kalten Kriegs wurden einige Bunker in Koblenz ausgebaut, einen effektiven Schutz gegen einen Angriff mit Kernwaffen boten sie jedoch nie. Nach der Deutschen Wiedervereinigung waren noch drei Bunker einsatzfähig, jedoch beschloss 2007 die damalige Bundesregierung der Großen Koalition (Kabinett Merkel), alle zum Luftschutz vorhandenen Bunkeranlagen aufzugeben.

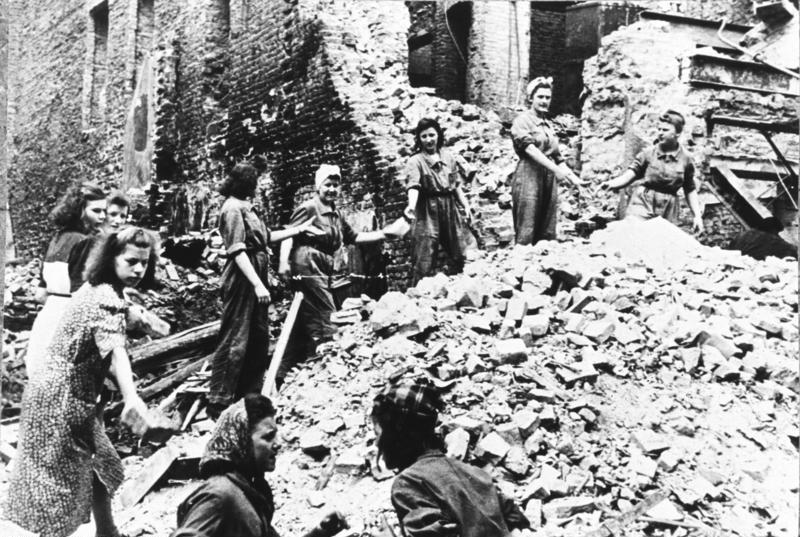
Trümmerfrauen in Koblenz, 1944
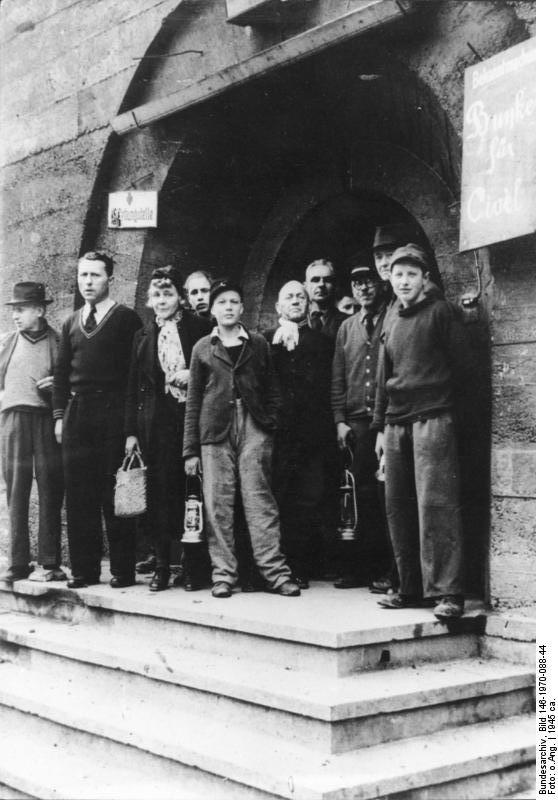
Zivilisten vor einem Bunker, 1945
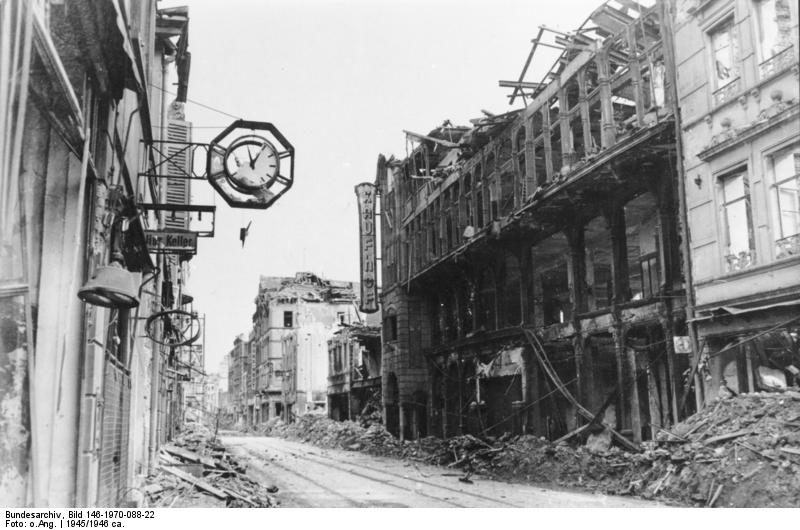
Zerstörungen in der Löhrstraße, rechts der Kaufhof, 1945
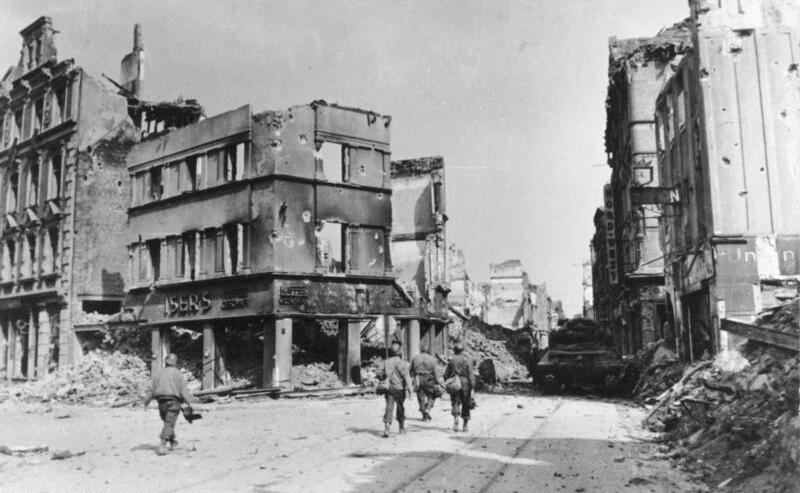
Amerikanische Soldaten in der Löhrstraße, März 1945
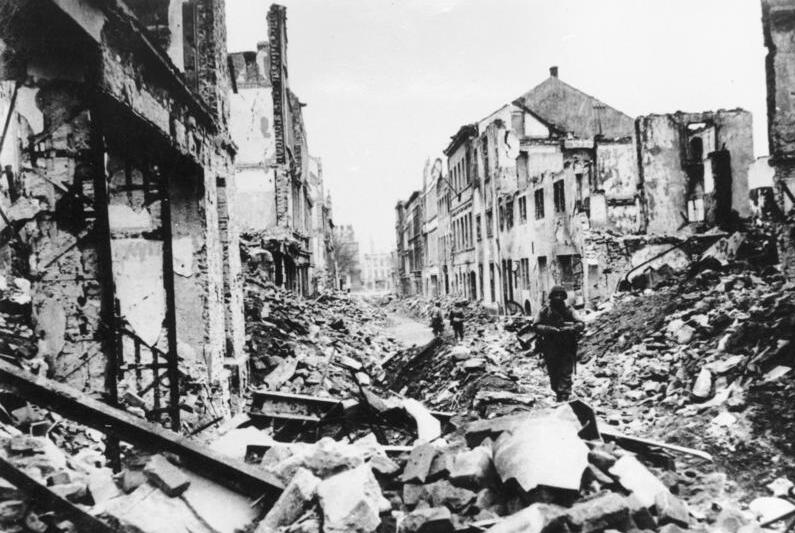
Zerstörungen in der Kastorpfaffenstraße, März 1945

## Chronologie der Luftangriffe
| Datum                   | Flugzeuge                 | Bomben- last (t) | Beschreibung des Luftangriffs | Tote / Verletzte / Obdachlose              |
| ----------------------- | ------------------------- | ---------------- | --- | ------------------------------------------ |
| 1942                    |                           |                  | |                                            |
| 6. April 4 Uhr          |                           |                  | Bomben treffen Schloß-Café und Druckerei Straub in der Schloßstraße. | 12 Tote, 60 Obdachlose                     |
| 12. August              |                           |                  | Brandbomben auf Häuser im Brenderweg, geringe Schäden. Eine einzelne Luftmine beschädigt die Mauritiuskirche in Rübenach schwer. |                                            |
| 1944                    |                           |                  | |                                            |
| 10. Januar 19 Uhr       | 2 Mosquito                |                  | Bomben auf die Südliche Vorstadt. | 3 Tote                                     |
| 12. März                |                           |                  | Ausläufer eines Bombenteppichs (Notwurf) auf den Stadtwald und Oberwerth. | 2 Tote                                     |
| 19. April 11:11 Uhr     | 8 B-24                    | 14,6             | Bombenteppich auf den Güterbahnhof Koblenz-Mosel (Moselweiß). | 21 Tote, 30–40 Verletzte                   |
| 22. April 19:56 Uhr     | 47 B-24                   | 91               | Zurückfliegende Verbände der 8th Air Force werfen Bombenteppiche auf die Verkehrsanlagen der Stadt. Große Schäden in der Goldgrube und am Florinsmarkt (Altstadt). | 115 Tote, 99 Verletzte, 4.000 Obdachlose   |
| 19. Juli 9:05 Uhr       | 90 B-24                   | 223,1            | Liberator-Bomber belegen Koblenz als Ausweichziel mit Bombenteppichen. Ziel: Güterbahnhof Koblenz-Mosel. Getroffen werden u. a. die Südliche Vorstadt, Altstadt, Goldgrube, Horchheim, Ehrenbreitstein und Lützel. | 74 Tote, 112 Verletzte                     |
| 20. Juli 2:12 Uhr       | 7 B-24                    | 15,5             | Luftangriff auf Arenberg. | 1 Toter                                    |
| 12. September           |                           | 15,5             | Nächtlicher Tiefangriff auf den Verschiebebahnhof Koblenz-Lützel. | 1 Toter                                    |
| 19. September 15:03 Uhr | 119 B-17                  | 244,3            | Bombardierung des Güterbahnhofs Koblenz-Mosel und der Rheinbrücken. Auf dem Verschiebebahnhof wird eine Eisenbahnflakbatterie vernichtet. | 144 Tote, 133 Verletzte                    |
| 21. September 14:45     | 144 B-24                  | 362,6            | Luftangriff auf die Südliche Vorstadt, Karthause, Goldgrube, Oberwerth und Horchheim. Ein B-24-Bomber wird abgeschossen, drei alliierte Flieger sterben. | 13 Tote, 69 Verletzte                      |
| 24. September           |                           |                  | Evakuierung der Koblenzer Bevölkerung nach Thüringen beginnt. Bis 2. Januar 1945 werden 70.425 Personen umquartiert. |                                            |
| 25. September 12:48 Uhr | 251 B-24                  | 603,1            | Bomber wiederholen einen Angriff auf den Güterbahnhof Koblenz-Mosel. Das gesamte Stadtgebiet wird getroffen, schwere Schäden in der Innenstadt. 43 Menschen im Keller des Casino-Gebäudes (Casinostraße) finden den Tod. | 109 Tote, ? Verletzte                      |
| 1. Oktober 22:32 Uhr    | Mosquito                  |                  | Störangriff durch Mosquito-Bomber, die Löhrstraße wird getroffen. |                                            |
| 5. Oktober 12:08 Uhr    | 11 B-17                   | 30               | Abwurf von Brandbomben auf Pfaffendorf. |                                            |
| 9. Oktober 15:04 Uhr    | 361 B-24                  | 882              | Großangriff auf den Güterbahnhof Koblenz-Mosel als Ausweichziel. Getroffen werden vor allem die Goldgrube, das Rauental und das Gebiet südlich des Friedrich-Ebert-Rings. | 71 Tote, ? Verletzte                       |
| 11. Oktober 10:11 Uhr   | 73 B-17                   | 192,5            | Angriff der Bomber auf die Verkehrsanlagen scheitert am schlechten Wetter und dem Flakfeuer. Bomben fallen verstreut zwischen Vallendar und Oberlahnstein sowie auf Lützel. | 6 Tote, ? Verletzte                        |
| 12. Oktober 20:34 Uhr   | Mosquito                  |                  | Störangriff durch Mosquito-Bomber, Schäden am Friedrich-Ebert-Ring. |                                            |
| 15. Oktober 9:37 Uhr    | 12 B-17                   | 18,7             | Luftangriff auf die Karthause. |                                            |
| 19. Oktober             |                           |                  | Tiefangriff auf Bahnanlagen. | 4 Tote                                     |
| 1. November 13:38 Uhr   | 24 B-17                   | 62,8             | Luftangriff auf Ehrenbreitstein, Niederberg und Arzheim. | 1 Toter                                    |
| 6. November 19:28 Uhr   | 122 Lancaster             | 521              | Vernichtungsangriff durch die RAF: Zielpunkt: Löhrrondell. Das Stadtzentrum, von 153.392 Stabbrandbomben, 456 Flammstrahlbomben und 130 Luftminen getroffen, brennt nieder. Der Feuersturm macht alle Löschversuche aussichtslos. Die Stadt als geordnetes Gemeinwesen existiert nicht mehr. Ein Lancaster-Bomber schlägt mit acht Mann Besatzung im Gebiet der heutigen Johannes-Junglas-Straße auf. | 109 Tote, 558 Verletzte, 25.000 Obdachlose |
| 11. November 11:50 Uhr  | 24 B-17                   | 62,3             | Luftangriff auf den Güterbahnhof Koblenz-Mosel, geringe Schäden. |                                            |
| 21. November 2:50 Uhr   | 42 Lancaster              | 225,5            | Luftangriff auf die Innenstadt, Güls, Pfaffendorf, Ehrenbreitstein, Neuendorf. | 64 Tote, 48 Verletzte                      |
| 21. November 12:53 Uhr  | 23 B-17                   | 73,3             | Erneuter Angriff auf das Stadtgebiet. |                                            |
| 2. Dezember 13:02 Uhr   | 10 B-17                   | 26,8             | Luftangriff auf Horchheim. |                                            |
| 4. Dezember 13:45 Uhr   | 77 B-17                   | 190,2            | Bombenteppiche treffen Neuendorf, Ehrenbreitstein, Niederberg und Immendorf. | 14 Tote, 3 Verletzte                       |
| 10. Dezember 10:58 Uhr  | 277 B-17                  | 523              | Luftangriff auf den Verschiebebahnhof Koblenz-Lützel, schwere Schäden im Bahnhof. | 16 Tote, 10 Verletzte                      |
| 11. Dezember 11:52 Uhr  | 136 B-17                  | 315,3            | Luftangriff auf den Güterbahnhof Koblenz-Mosel als Ausweichziel. |                                            |
| 16. Dezember            |                           |                  | Beginn der Ardennenoffensive. Koblenz gewinnt als Verkehrsknotenpunkt an militärischer Bedeutung. |                                            |
| 18. Dezember 13:42 Uhr  | 101 B-17                  | 269,4            | Luftangriff auf Lützel, Neuendorf, Wallersheim und Moselweiß. | 4 Tote, 22 Verletzte                       |
| 19. Dezember 13:21 Uhr  | 12 B-17                   | 32,3             | Luftangriff auf den Rhein und Ehrenbreitstein. |                                            |
| 22. Dezember 18:53 Uhr  | 168 Lancaster             | 929,2            | Die RAF greift mit schweren Sprengbomben den Güterbahnhof Koblenz-Lützel an. Die meisten Bomben treffen jedoch Moselweiß, Güls und Rübenach. | 154 Tote, 22 Verletzte                     |
| 24. Dezember 14:58 Uhr  | 83 B-17                   | 165,4            | Luftangriff auf Lützel und die Altstadt. | 9 Tote, ? Verletzte                        |
| 27. Dezember 12:33 Uhr  | 13 B-17                   | 38,2             | Luftangriff auf Lützel. Ein Flugzeug wird abgeschossen und schlägt bei Arenberg auf. |                                            |
| 28. Dezember 12:57 Uhr  | 529 B-17                  | 1.263,9          | Schwerster Angriff auf die zerstörte Stadt durch die USAAF: 1.170,7 Tonnen Spreng- und 93,2 Tonnen Brandbomben werden auf Koblenz geworfen, schwerste Schäden im gesamten Stadtgebiet. | 33 Tote, 60 Verletzte                      |
| 29. Dezember 15:00 Uhr  | 88 Lancaster, 150 Halifax | 906,1            | Schwerer Tagangriff der RAF auf die Bahnhöfe Koblenz-Mosel, Koblenz-Lützel und Rübenach. | 32 Tote, 50 Verletzte                      |
| 31. Dezember 11:23 Uhr  | 114 B-24                  | 359,5            | Luftangriffe auf Ehrenbreitstein, Altstadt, Lützel, Wallersheim, Moselweiß, Karthause und Güls |                                            |
| 1945                    |                           |                  | |                                            |
| 1. Januar 12:35 Uhr     | 22 B-17, 84 B-24          | 303,4            | Mehrere Angriffe auf die Moselbrücken. Ein B-24-Bomber durch Flak abgeschossen. | 6 Tote                                     |
| 2. Januar 12:11 Uhr     | 127 B-24                  | 331,8            | Erneuter Angriff auf die Moselbrücken. | 7 Tote, 2 Verletzte                        |
| 5. Januar 12:53 Uhr     | 93 B-17                   | 198,1            | Luftangriff auf Lützel, Neuendorf, Wallersheim. |                                            |
| 6. Januar 11:53 Uhr     | 93 B-24                   | 243,3            | Luftangriff auf den Güterbahnhof Koblenz-Mosel. |                                            |
| 7. Januar 11:41 Uhr     | 46 B-17                   | 142,2            | Luftangriff auf die Verkehrsanlagen der Stadt. | 3 Tote, 3 Verletzte                        |
| 8. Januar 10:57 Uhr     | 12 B-17                   | 32,6             | Kleiner Luftangriff auf den Güterbahnhof Koblenz-Mosel. Die Stadt kann nicht mehr ausreichend versorgt werden. Die Zwangsräumung wird eingeleitet. |                                            |
| 29. Januar 12:04 Uhr    | 138 B-17                  | 367,5            | Letzter großer Angriff von US-Bombern auf die bereits zerstörte Stadt. Trümmer und nicht mehr funktionierende Eisenbahnanlagen werden getroffen. | 6 Tote, 3 Verletzte                        |
| 5. Februar              |                           |                  | Störangriff ohne Schäden. |                                            |
| 8. März 2:00 Uhr        |                           |                  | Beginn des Artilleriebeschusses. |                                            |
| 8. März 9:50 Uhr        |                           |                  | Letzter Fliegeralarm. |                                            |
| 9. März                 |                           |                  | Die Stadtteile nördlich der Mosel werden von der 4. US-Panzerdivision (3. US-Armee) besetzt. |                                            |
| 13. März                |                           |                  | Der Kampfkommandant von Koblenz verhängt den militärischen Ausnahmezustand. |                                            |
| 17. März                |                           |                  | Teile der 87. US-Infanteriedivision überqueren die Mosel an der Gülser Eisenbahnbrücke. Andere Truppen der 3. US-Armee unter General George S. Patton nähern sich von Waldesch her der Südlichen Vorstadt. |                                            |
| 18. März                |                           |                  | Straßenkämpfe im Stadtkern. |                                            |
| 19. März 8:30 Uhr       |                           |                  | Die Besatzung von Fort Konstantin kapituliert. Der letzte Widerstand in der Gegend Hauptbahnhof / Schenkendorfplatz und am Rhein erlischt. Koblenz wird für eingenommen erklärt und das Sternenbanner auf dem Rathaus gehisst. |                                            |
| 27. März                |                           |                  | US-Truppen besetzen die rechtsrheinischen Teile der Stadt. In Koblenz halten sich noch etwa 14.000 Personen auf. Die Stadt beklagt 5.000 Einwohner, die im Krieg ihr Leben ließen, darunter ca. 1.000 Bombenopfer (Zivilisten, Soldaten, Kriegsgefangene, verschleppte Fremdarbeiter) und etwa 25 alliierte Flieger.                                                                                  |                                            |

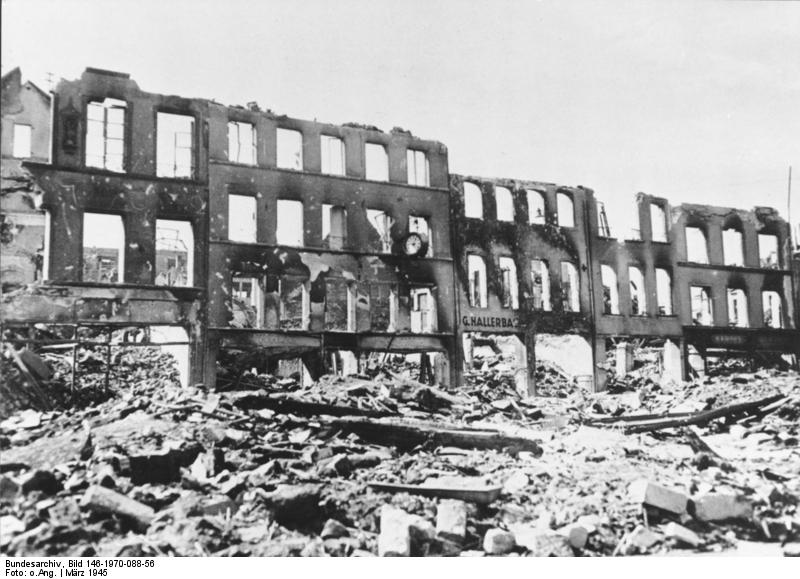
Ruinen Am Plan, März 1945
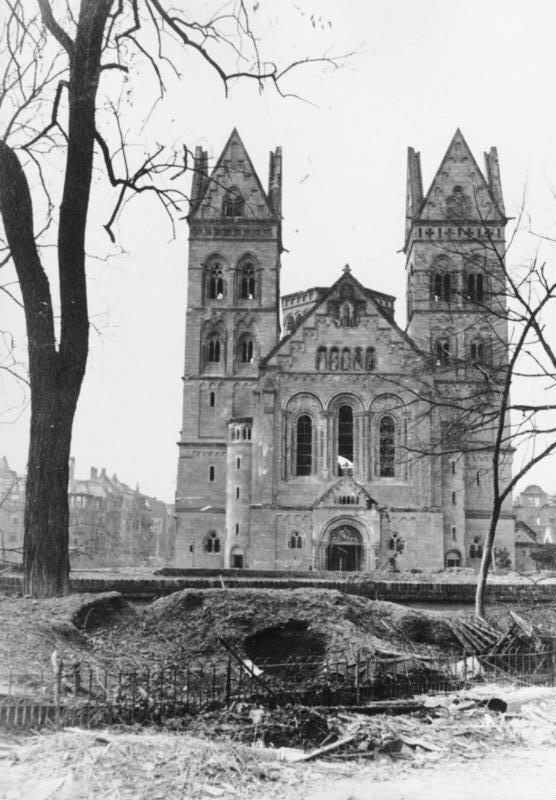
Die schwer beschädigte Herz-Jesu-Kirche 1945
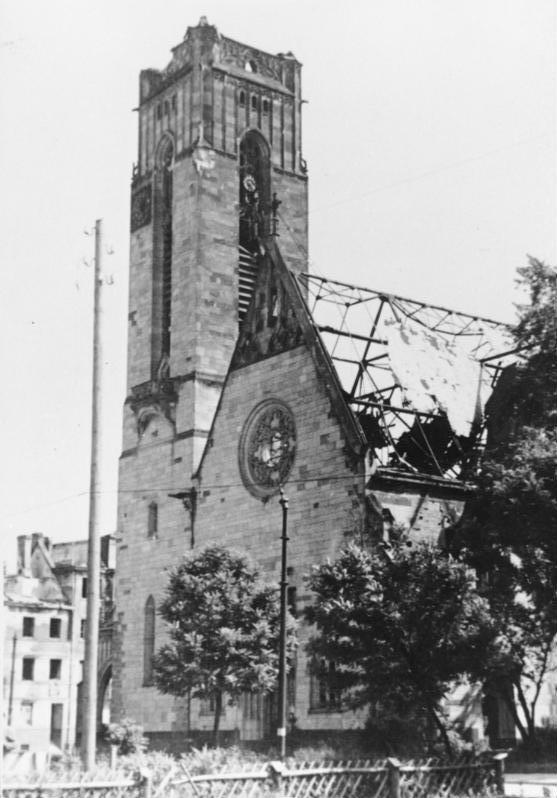
Die schwer beschädigte Christuskirche 1945
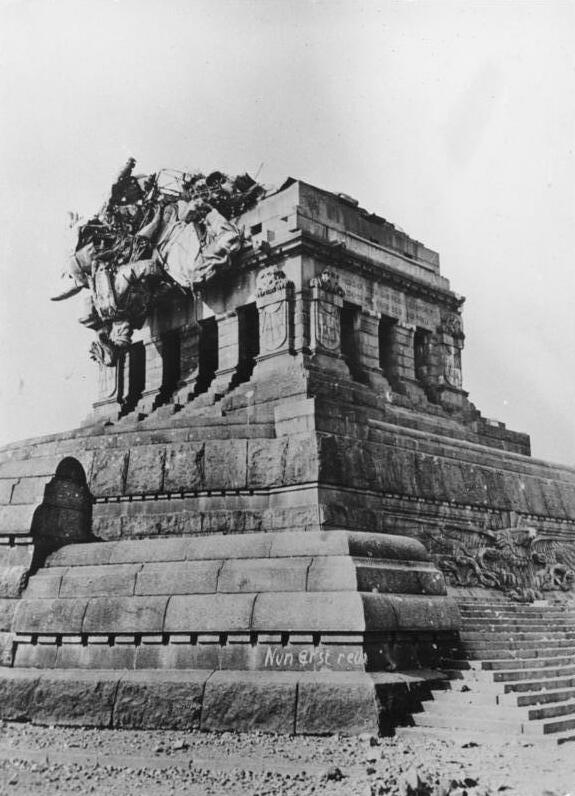
Das zerstörte Reiterstandbild am Deutschen Eck, März 1945
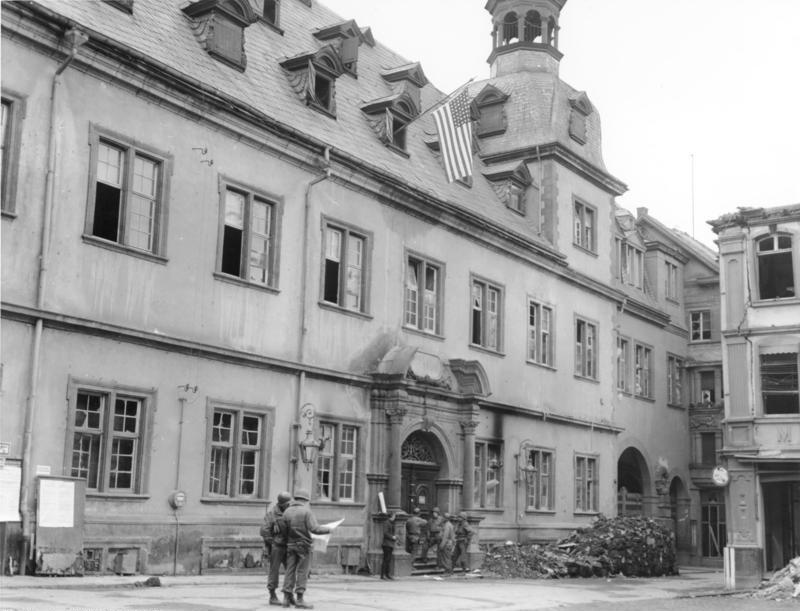
Das Rathaus von Koblenz mit gehisster amerikanischer Flagge, März 1945

## Zerstörungen und Wiederaufbau
Die Stadt Koblenz wurde zwar hauptsächlich aber nicht nur durch die Luftangriffe zerstört, sondern auch durch Artilleriebeschuss sowie den folgenden 19-tägigen Bodenkampf beim Einmarsch der amerikanischen Truppen. Alle Rhein- und Moselbrücken wurden am 7. März 1945 von den sich zurückziehenden Einheiten der Wehrmacht gesprengt. Ebenfalls vollständig zerstört waren die Versorgungsleitungen, Straßenverbindungen, Eisenbahnwege und Hafenanlagen. Von den 23.700 Wohnungen vor dem Krieg waren nur 1.500 unbeschädigt geblieben. Das Zentrum von Koblenz war verwüstet, viele historisch wertvolle Gebäude zerstört oder stark beschädigt. Die Innenstadt lag zu 98 % in Trümmern, die Vororte zu 60 %. Unter den wenigen nur leicht beschädigten und noch intakten Gebäuden in der Innenstadt befanden sich das Rathaus, die Alte Burg und das Theater. Da mit dem großen Rathaussaal und dem Theater unbeschädigte große Räumlichkeiten zur Verfügung standen, fanden die Versammlungen zur Gründung des Landes Rheinland-Pfalz 1946/47 hier statt.
Die Hauptaufgabe der neuen Stadtverwaltung unter Oberbürgermeister Wilhelm Kurth bestand darin, die Stadt von den Millionen Kubikmetern Trümmerschutt zu befreien, die Infrastruktur wiederherzustellen und die Bevölkerung mit Nahrungsmitteln zu versorgen. Nach Übergabe der Stadt an die französische Militärverwaltung unter General Marie-Pierre Kœnig besuchte am 3. Oktober 1945 General Charles de Gaulle Koblenz und erklärte im Rathaussaal: „Frankreich wird sich besonders für die Region Koblenz verwenden“; denn „es gibt Gründe, dass wir uns ganz besonders verstehen werden.“
Bis Ende 1945 kehrten bereits 47.000 Koblenzer in die zerstörte Stadt zurück. Erst nach elf Jahren hatte Koblenz wieder die Vorkriegszahl von 91.000 Einwohnern erreicht. Den Wiederaufbau bestimmte ein Generalbebauungsplan von 1946, der aber vielfachen Anpassungen in den folgenden Jahren unterworfen war. Historische Gebäude wie die Karmeliterkirche am Rhein, das alte Bürgerhospital und das Dominikanerkloster in der Weißergasse wurden gar nicht mehr aufgebaut, andere Gebäude wie die Jesuitenkirche, das Kurfürstliche Schloss oder der Hauptbahnhof nur noch in vereinfachter Form. Das Kastorviertel wurde neu gestaltet und hochwassersicher gemacht. Das Areal um das heutige Löhr-Center zwischen Löhrrondell und Balduinbrücke wurde komplett neu gestaltet. Es entstanden neue Straßenzüge, die es so vorher nicht gegeben hatte.
In der Innenstadt entstand mit dem Zentralplatz ein Platz in einem Bereich, der vorher dicht mit Fachwerkhäusern bebaut war. Bei der Neugestaltung der Stadt wurden aus dem damaligen Zeitgeist heraus Entscheidungen getroffen, die später bitter bereut wurden. So wurde beispielsweise auf dem Zentralplatz 1964 die Wasserturmsmauer abgebrochen, ein noch vorhandener Teil der mittelalterlichen Stadtmauer. Die prachtvolle Städtische Festhalle neben dem Schloss musste einer neuen Verkehrsplanung zwischen Friedrich-Ebert-Ring, Pfaffendorfer Brücke und Neustadt weichen, obwohl sie aufgrund ihrer nicht so starken Beschädigungen noch aufbauwürdig war. Sie wurde 1962 wenige Meter daneben durch die Rhein-Mosel-Halle ersetzt.
Die Schiffbrücke über den Rhein wurde aufgegeben, nachdem sie noch nach dem Krieg für kurze Zeit durch eine Pontonbrücke ersetzt worden war, und durch den leistungsfähigen Neubau der Pfaffendorfer Brücke überflüssig gemacht. Aufgegeben wurde der Moselhafen am Ufer vor dem Deutschen Eck und in Wallersheim entstand von 1961 bis 1965 ein moderner Rheinhafen. Der historische Kern der Koblenzer Altstadt hingegen wurde bis in die 1980er restauriert und behielt größtenteils seine historische Gestaltung.

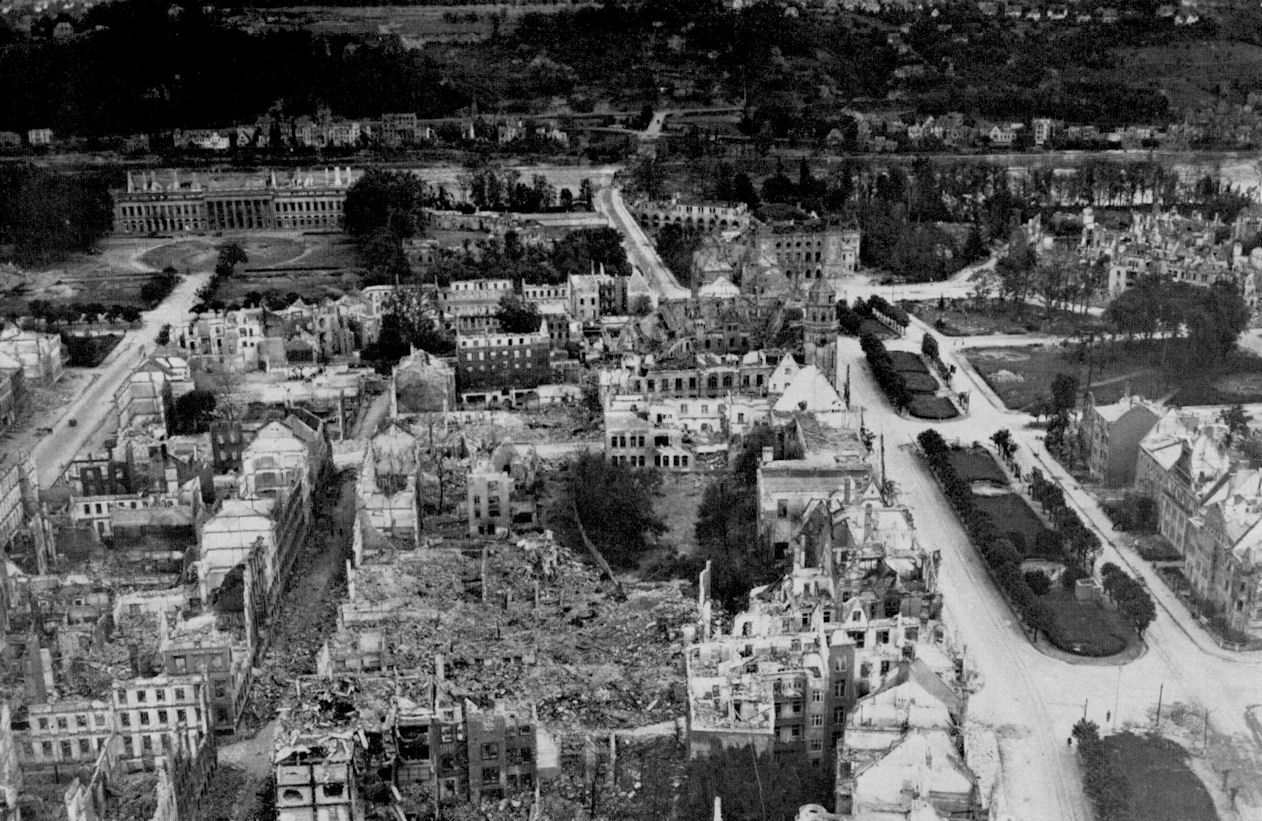
Das zerstörte Koblenz 1945, links oben das ausgebrannte Kurfürstliche Schloss, rechts der Friedrich-Ebert-Ring
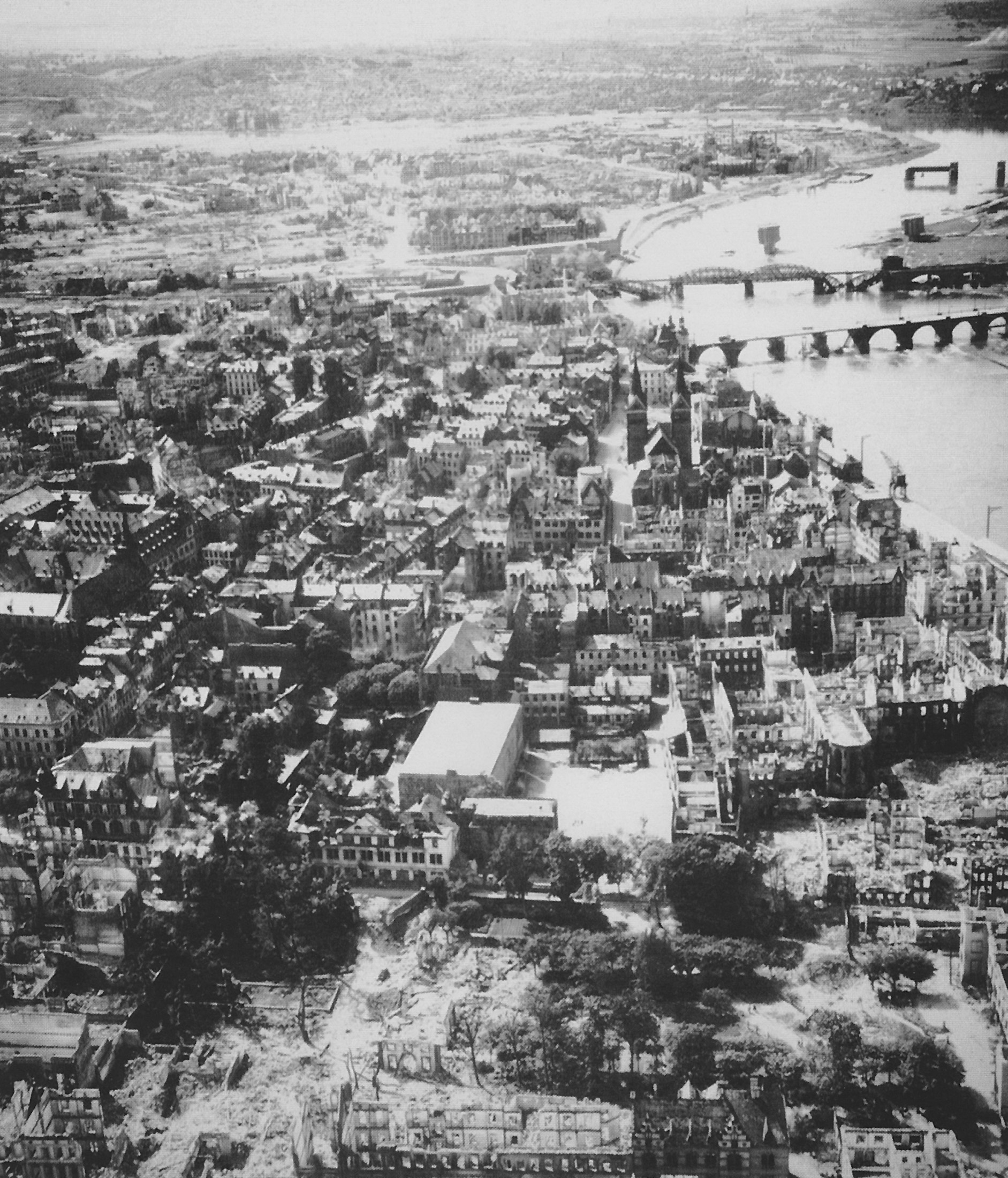
Die zerstörte Altstadt von Koblenz 1945
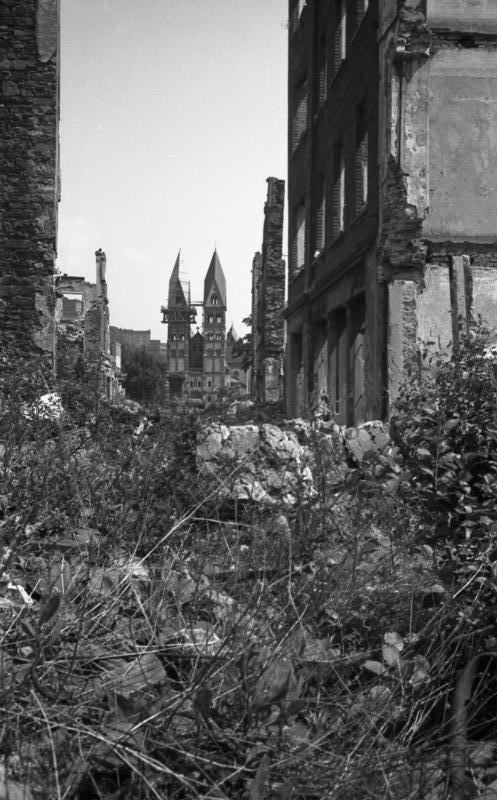
Trümmergelände, im Hintergrund hat der Wiederaufbau der Kastorkirche begonnen, 1946
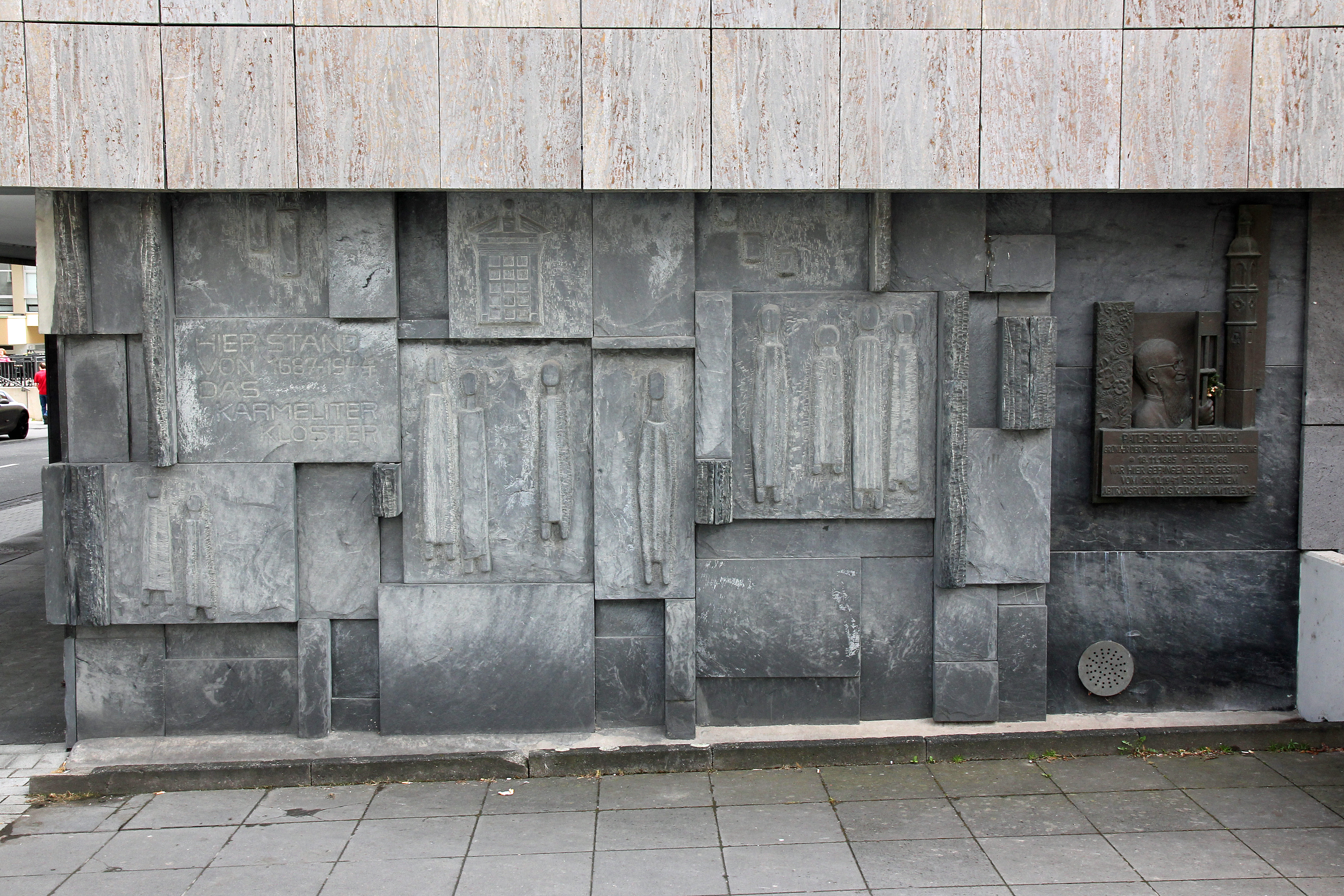
Relief in Erinnerung an die zerstörte Karmeliterkirche, rechts daneben die Gedenktafel für Josef Kentenich
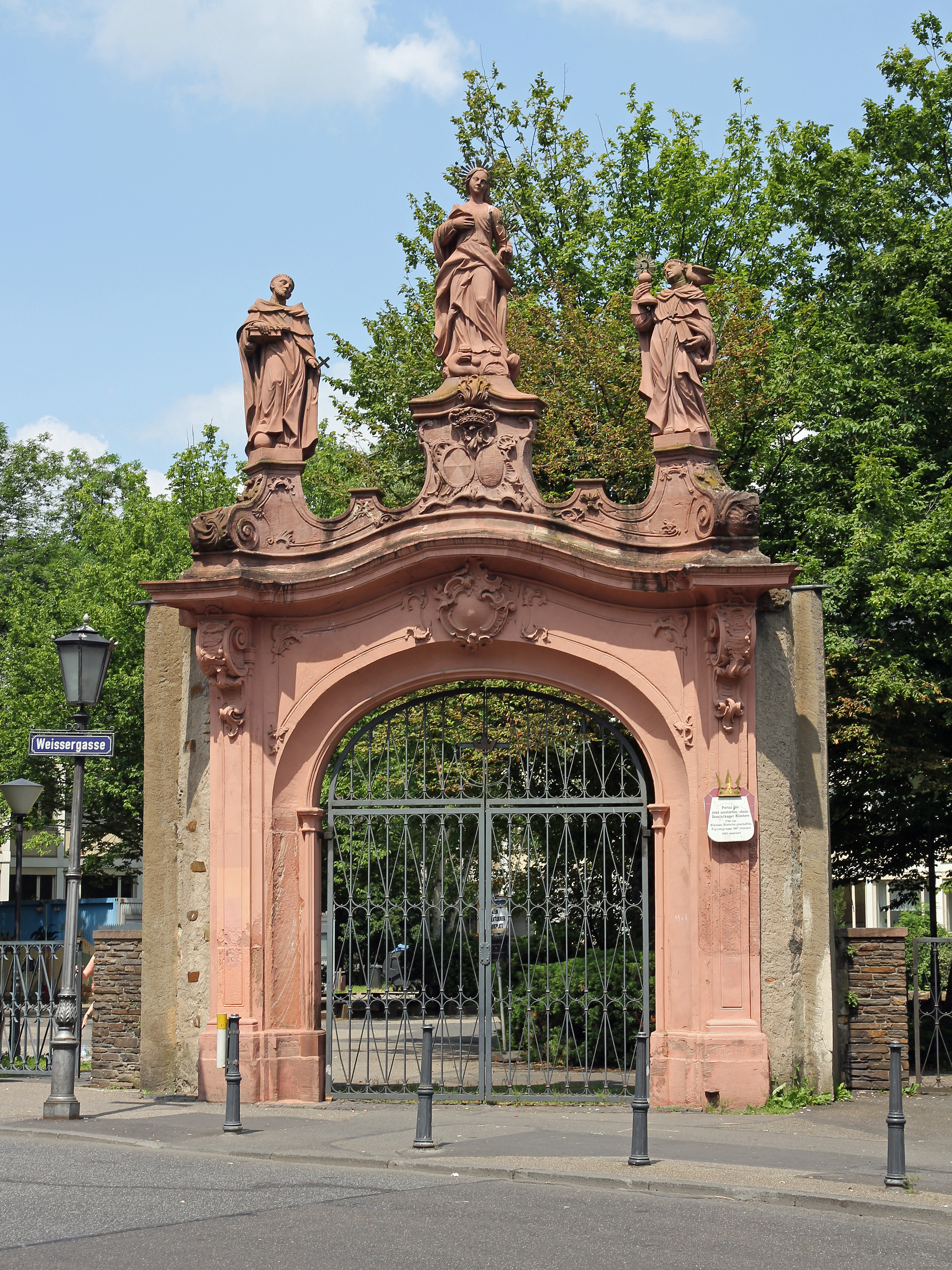
Das erhaltene Rokokoportal des zerstörten Dominikanerklosters in der Weißergasse

## Bombenfunde nach dem Zweiten Weltkrieg
Auch Jahrzehnte nach Ende des Zweiten Weltkriegs wurden und werden im Stadtgebiet von Koblenz immer noch Blindgänger gefunden. Diese Überreste der schweren Bombardierungen können immer noch explodieren, stellen also eine erhebliche Gefahr für die Bevölkerung dar. Die Munition befindet sich meist verdeckt im Erdreich und wird – unabhängig von der gezielten Suche auf Grund verdächtiger Luftbilder – zufällig bei Baumaßnahmen entdeckt. Weitere Blindgänger finden sich in den Flussbetten von Rhein und Mosel. Für die folgende Entschärfung und Sicherung der Fliegerbomben ist der Kampfmittelräumdienst zuständig. Dabei kommt es zu ausgedehnten Evakuierungen der Bevölkerung. Nicht selten müssen dazu mehrere Stadtteile vollständig geräumt werden.
Bombenfunde in Koblenz seit 1992:
| Datum              | Bombenfund | Evakuierungsmaßnahme |
| ------------------ | --- | --- |
| 10. Juni 1992      | In der Neuendorfer Straße in Lützel wurde bei Ausschachtungsarbeiten für ein Mehrfamilienhaus eine britische Zehn-Zentner-Fliegerbombe gefunden. | |
| 9. Februar 1993    | Im Kesselheimer Industriegebiet wurde eine britische Zehn-Zentner-Fliegerbombe gefunden. | |
| 21. März 1994      | Bei einem routinemäßigen Tauchgang entdeckte die Besatzung eines Taucherschachts der Wasser- und Schifffahrtsverwaltung in ca. 80 m Entfernung vom Pfaffendorfer Ufer auf dem Grund des Rheins eine Fliegerbombe. | Der Pfaffendorfer Kindergarten wurde vorsorglich geräumt. |
| 23. November 1994  | In der Nähe der Kreuzung Hunsrückhöhenstraße / Remstecken entschärfte der Kampfmittelräumdienst der Bezirksregierung Koblenz eine amerikanische Fünf-Zentner-Bombe. | |
| 2. Februar 1995    | In Neuendorf wurde eine Fünf-Zentner-Fliegerbombe bei Ausschachtungsarbeiten gefunden. | |
| 4. Mai 1995        | Der Kampfmittelräumdienst entschärfte eine britische Fünf-Zentner-Bombe, die Bauarbeiter in Pfaffendorf an der Einmündung der Lehrhohl in die B 42 entdeckt hatten. | |
| 27. Juli 1995      | Die Besatzung des Taucherschachts „Kaiman“ auf dem Grund des Rheins in Höhe der Moselmündung entdeckte eine Fliegerbombe. | Der Schiffs-, Bahn- und Autoverkehr auf der B 42 wurde angehalten, bis der Blindgänger vom Kampfmittelräumdienst entschärft war. |
| 12. Dezember 1995  | Eine amerikanische 1.000-kg-Fliegerbombe wurde auf einer Baustelle in Neuendorf entschärft. | 2.000 Anwohner mussten evakuiert werden. |
| 6. Mai 1996        | Der Kampfmittelräumdienst entschärfte im Stadtwald nahe dem Kühkopf eine amerikanische Zehn-Zentner-Bombe. | |
| 2. Juli 1997       | Bei Baggerarbeiten wurde im Rhein eine Fünf-Zentner-Bombe geborgen. | Die angrenzenden Häuser in Pfaffendorf und das Holiday-Inn auf der Koblenzer Rheinseite wurden evakuiert sowie die Pfaffendorfer Brücke gesperrt. |
| 3. Juli 1997       | Erneut wurde eine Fliegerbombe an der B 42 bei Pfaffendorf entdeckt. | Unter anderem musste nun die Bahnstrecke Wiesbaden–Koblenz–Bonn gesperrt werden. |
| 4. Juli 1997       | Dritter Bombenfund innerhalb von drei Tagen. Wiederum an der B 42 wurde eine 2,5-Zentner-Fliegerbombe entdeckt. | |
| 10. Juli 1997      | Der Kampfmittelräumdienst wurde ein weiteres Mal alarmiert, als in der Metternicher Johannesstraße eine Zehn-Zentner-Bombe gefunden wird. | Etwa 700 Anwohner wurden zeitweise in die Pollenfeldschule evakuiert. |
| 12. November 1997  | Bei Ausschachtungsarbeiten auf einer Baustelle gegenüber dem Krankenhaus Marienhof fanden Bauarbeiter eine Fünf-Zentner-Bombe. | Einige benachbarte Häuser und ein Hotel wurden vor der Entschärfung vorsichtshalber geräumt. |
| 10. August 1998    | Am Neuendorfer Eck wurde eine britische Zehn-Zentner-Fliegerbombe gefunden. Kurios war, dass die Bombe wohl schon kurz nach Kriegsende entschärft wurde, dann aber einfach liegen blieb. | |
| 20. Januar 1999    | Der Kampfmittelräumdienst entschärfte auf der Schmidtenhöhe eine Fünf-Zentner-Bombe. Es handelt sich bereits um den vierten Sprengkörper, der in diesem Monat auf dem Truppenübungsplatz gefunden wurde. | |
| 20. Mai 1999       | Größter Bombenfund in Koblenz: Bei dem größten Bombenfund nach 1945 wurde eine britische 1.850 kg schwere Fliegerbombe bei Ausschachtungsarbeiten für den Neubau eines Zentralgebäudes der Universität Koblenz-Landau gefunden. Drei Aufschlagzünder hätten damals die Luftmine zur Detonation bringen können. Auf dem ehemaligen Kasernengelände in Metternich marschierten Generationen von Pionieren einst über die Bombe. Es ist die vierte Bombe dieser Größe, die der Kampfmittelräumdienst des Landes Rheinland-Pfalz zu entschärfen hatte. Drei vorausgegangene Aktionen in Trier und Ludwigshafen liefen mindestens so spektakulär ab wie nun auch in Koblenz. | Ein 50-köpfiger Krisenstab erarbeitete einen Evakuierungsplan und veranlasste Häuserräumungen, Sperrung von Straßen, des Schifffahrtsweges Mosel, der Bahnstrecke Trier-Koblenz und des Luftraums über Koblenz. Sämtliche Häuser im Umkreis von 1,8 km um den Bombenfund, ein Viertel des Stadtgebiets, wurden evakuiert. Es mussten 15.000 Koblenzer ihre Wohnungen verlassen, drei Krankenhäuser und fünf Altersheime geräumt werden. Mehr als 1.000 Helfer von Feuerwehr, Polizei und Hilfsorganisationen aus dem ganzen Bundesland überwachten die Evakuierung. Fünf Mitarbeiter des Kampfmittelräumdienstes Rheinland-Pfalz brauchten rund eine halbe Stunde, um die fast zwei Tonnen schwere Fliegerbombe aus dem Zweiten Weltkrieg am 24. Mai unschädlich zu machen. Für den Fall einer Explosion der Bombe standen der Einsatzleitung mehr als 500 Krankenwagen und Versorgungsfahrzeuge zur Verfügung, so viele wie noch bei keinem Einsatz in Rheinland-Pfalz. |
| 6. Oktober 1999    | Bei Bauarbeiten auf dem Gelände der Landeszentralbank in der Neustadt wurde eine 500 kg schwere Fliegerbombe entdeckt. | Wegen der Entschärfung der Fliegerbombe wurde die Innenstadt zwischen Friedrich-Ebert-Ring, Löhrstraße, Firmungstraße und Rheinanlagen am 10. Oktober evakuiert. 2.000 Menschen mussten ihre Häuser verlassen. Die Rhein-Mosel-Halle wurde als Auffangzentrum eingerichtet. |
| 4. Februar 2000    | Ein Bagger beschädigte bei Straßenbauarbeiten in der Schillerstraße auf dem Oberwerth eine Fünf-Zentner-Bombe. Dieser Umstand machte es den Experten des Kampfmittelräumdienstes leicht, den Sprengsatz zu entschärfen, indem sie den explosiven Inhalt durch die Öffnung entnehmen können. | |
| 29. April 2000     | Im Hang oberhalb der Einmündung der Pfaffendorfer Brücke wurde eine 125-kg-Fliegerbombe gefunden | Rund 1.000 Einwohner von Pfaffendorf und Ehrenbreitstein wurden kurzfristig wegen der Entschärfung evakuiert. |
| 3. Juli 2000       | Auf dem Gelände der Feste Kaiser Franz in Lützel wurde bei Bauarbeiten am Altenheim Bodelschwinghstraße eine amerikanische Zehn-Zentner-Bombe gefunden | In Lützel mussten 3.500 Menschen evakuiert werden. Auch die viel befahrene Bonner Straße B 9 wurde zeitweise für den Verkehr gesperrt. |
| 13. September 2000 | Der Kampfmittelräumdienst entschärfte am „Flaschenhals“ beim Bau des Glockenbergtunnels nahe der Pfaffendorfer Brücke eine amerikanische 2,5-Zentner-Bombe | 300 Anwohner wurden zuvor in Schulen und Kindergärten in Pfaffendorf und Ehrenbreitstein evakuiert. |
| 3. April 2001      | Auf dem Oberwerth wurde eine amerikanische 250 kg schwere Fliegerbombe gefunden. | 1.000 Anwohner dieses Stadtteils mussten zur Entschärfung evakuiert werden. |
| 9. September 2001  | In der Max-Bär-Straße in Lützel wurde mit ihrem Gewicht von 1.000 kg der zweitgrößte Sprengsatz, der bislang in Koblenz gefunden wurde, entdeckt. | Wegen der Entschärfung der amerikanischen Fliegerbombe mussten 11.000 Einwohner von Neuendorf, Wallersheim und Lützel rund um den Fundort ihre Häuser verlassen. Unter anderem musste das Altenheim „Maria vom Siege“ mit 94 Bewohnern, die Rhein-Kaserne und verschiedene Industrieanlagen evakuiert werden. |
| 27. September 2001 | Durch Zufall wurde im Gülser Wald am Wegrand eine britische Fünf-Zentner-Bombe entdeckt. | |
| 19. Dezember 2001  | Zwei Bombenfunde oberhalb des Trimmpfades im Stadtwald. | |
| 9. April 2002      | Der Kampfmittelräumdienst entschärfte im Gülser Wald, unweit der Straße „Unter der Fürstenwiese“, zwei britische Fliegerbomben von fünf und zehn Zentnern Gewicht. | Für die Entschärfung wurden alle Wohnungen im Umkreis von 750 Metern evakuiert. Es handelte sich um den zweiten Bombenfund im Gülser Wald innerhalb von sieben Monaten. |
| 10. Juni 2002      | Mitten im Wohngebiet „An der Arzheimer Schanze“ wurde bei Aushubarbeiten in Arzheim eine amerikanische 20-Zentner-Bombe gefunden. Bis zur Entschärfung der Bombe am 16. Juni wurde der Fundort von Mitarbeitern der Stadt Koblenz und der Polizei gesichert. | Rund 5.000 Bewohner aus Arzheim, Asterstein, Ehrenbreitstein mussten vor der Entschärfung evakuiert werden. Außerdem wurde während der Entschärfung auch die rechtsrheinische Bahn-Strecke, die B 42 sowie der Rhein für die Schifffahrt und der Luftraum über Koblenz gesperrt. Wegen des beschädigten Kopfzünders stellte sich die Entschärfung der Fliegerbombe als sehr schwierig dar. |
| 10. Juni 2002      | Eine Fliegerbombe in der Goldgrube, die bei Kanalbauarbeiten in der Straße „In der Goldgrube“ ans Licht kam, wurde binnen drei Minuten entschärft. | 500 Helfer waren im Einsatz, als sämtliche Wohnungen im Umkreis von 700 Metern um die Fundstelle einschließlich zweier Altenheime geräumt wurden. |
| 14. April 2004     | In der Metternicher Geisbachstraße wurde bei Bauarbeiten eine 500-kg-Bombe gefunden. | Bei der Entschärfung am 17. April musste ein Gebiet mit einem Radius von 750 Metern um den Fundort und rund 4.000 Bewohner evakuiert werden. |
| 11. Juli 2006      | Der Kampfmittelräumdienst entschärfte eine 125-kg-Bombe, die bei Bauarbeiten neben der Rhein-Mosel-Halle entdeckt wurde. | |
| 6. November 2007   | Bei Ausschachtungsarbeiten in der Baugrube am Zentralplatz wurde eine amerikanische Zehn-Zentner-Bombe entdeckt. | Bei der Entschärfung durch den Kampfmittelräumdienst am 11. November mussten 10.000 Bewohner in der Koblenzer Innenstadt evakuiert werden. Zeitweise wurde erwogen, die Fliegerbombe zu sprengen, da die Zünder stark beschädigt waren und sich die Entschärfung somit als sehr schwierig gestaltete. |
| 27. Mai 2009       | Bei Bauarbeiten in der Stresemannstraße zur Buga 2011 wurde eine 125 kg schwere amerikanische Fliegerbombe gefunden. | Bei der Entschärfung durch den Kampfmittelräumdienst am 31. Mai mussten 1.300 Bewohner rund um das Kurfürstliche Schloss evakuiert werden. |
| 20. Juli 2011      | In der Südlichen Vorstadt nahe der Kreuzung Mainzer Straße-Roonstraße wurde bei Bauarbeiten eine 125 kg schwere amerikanische Fliegerbombe gefunden. | Bei der Entschärfung durch den Kampfmittelräumdienst am 25. Juli mussten 4.000 Menschen evakuiert werden. Der Schiffsverkehr wurde auf die rechte Rheinseite umgeleitet und die Rheinseilbahn gestoppt. |
| 23. August 2011    | Bei Ausgrabungsarbeiten in Bubenheim in der Nähe von IKEA wurde gegen 16 Uhr eine 250 kg schwere Fliegerbombe gefunden. | Der sofort herbeigerufene Kampfmittelräumdienst veranlasste wegen der Gefährlichkeit der Fliegerbombe die sofortige Räumung des Gewerbegebiets rund um IKEA und angrenzender Wohngebiete. Die Bombe wurde bei den Ausgrabungsarbeiten bewegt, was aufgrund des verwendeten Langzeitzünders akute Explosionsgefahr bedeutete. Es mussten sofort 3.500 Menschen evakuiert werden, die B 9 und A 48 wurden gesperrt. Die Entschärfung selbst wurde mittels einer Vorrichtung aus 100 m Entfernung durchgeführt und dauerte bis in die Nacht an. |
| 19. November 2011  | In Pfaffendorf wurde im Rhein bei Kilometer 590 ein Tarnnebelfass gefunden, das zur Verneblung der Koblenzer Brücken zum Schutz vor Luftangriffen diente. | Das Giftfass wurde einen Tag später gegen 16:05 Uhr vom Kampfmittelräumdienst im Rhein gesprengt. Dazu mussten Teile von Pfaffendorf und der gegenüberliegenden Rheinseite geräumt werden, 1.500 Menschen waren betroffen. Bereits am Tag zuvor wurde ein Tarnnebelfass im Rhein bei Bendorf gesprengt. |
| 20. November 2011  | In Pfaffendorf wurde unweit des am selben Tag gesprengten Tarnnebelfasses eine britische 1.800 kg schwere Luftmine im Rhein gefunden. Die mit drei Zündern ausgestattete Fliegerbombe war in einem guten Zustand und befand sich etwa 40 cm unter der Wasseroberfläche. Sie konnte überhaupt erst aufgrund des extrem niedrigen Rhein-Pegels entdeckt werden. | Größte Evakuierung in Koblenz: Zur Entschärfung musste am 4. Dezember 2011 im Radius von 1,8 km um den Bombenfund eine großräumige Evakuierung der Bevölkerung durchgeführt werden. Dazu mussten 42 % der Koblenzer Bürger ihre Häuser verlassen. Bei dieser in der Geschichte von Koblenz größten Evakuierungsmaßnahme nach dem Zweiten Weltkrieg waren rund 45.000 Menschen betroffen. Zusätzlich mussten zwei Krankenhäuser, sieben Altenheime, die Justizvollzugsanstalt auf der Karthause, der Hauptbahnhof, der Haltepunkt Koblenz Stadtmitte, mehrere Hotels und das Kurfürstliche Schloss geräumt werden. Auch die wichtigen Verkehrswege in Koblenz (B 9, B 42, B 327, rechts- und linksrheinische Bahnstrecke, zwei Rheinbrücken sowie der Schifffahrtsweg Rhein) waren an diesem Tag gesperrt. 2.500 Einsatzkräfte von Polizei und Rettungskräften aus ganz Rheinland-Pfalz standen dazu zur Verfügung. |
| 24. November 2011  | In Pfaffendorf wurden im Rhein bei einem Hubschrauber-Kontrollflug unweit der beiden bisherigen Funde ein weiteres Tarnnebelfass und eine weitere 125 kg schwere amerikanische Fliegerbombe gefunden. | Die beiden Funde wurden ebenfalls am 4. Dezember 2011 gesprengt bzw. entschärft. |
| 28. November 2011  | Am Moselufer (Peter-Altmeier-Ufer) wurde unter der Europabrücke ein weiteres Tarnnebelfass gefunden. | Das Fass wurde am 28. August 2012 geborgen. |
| 28. August 2012    | Unweit des vorherigen Fundes wurde ein weiteres Tarnnebelfass gefunden. | Das Fass wurde am 29. August 2012 gesprengt. |
| 28. Oktober 2014   | Bei Bauarbeiten in einem Neubaugebiet im Süden von Güls wurde eine amerikanische 500 kg schwere Fliegerbombe vom Typ SAP entdeckt. | Für die Entschärfung mussten am Abend des 31. Oktober 2014 etwa 4000 Bürger in Güls und Bisholder in einem Radius von 1 km um den Fundort evakuiert werden. Der benachbarte Flugplatz Koblenz-Winningen, die B 416, die Moselstrecke und der Schiffsverkehr auf der Mosel stellte während der Entschärfung ihren Betrieb ein. |
| 16. Dezember 2014  | Erneuter Bombenfund bei Bauarbeiten in einem Neubaugebiet im Süden von Güls. Nun entdeckte man etwa 150–200 m vom letzten Fundort entfernt eine britische 250 kg schwere Fliegerbombe. | Für die Entschärfung mussten am 19. Dezember 2014 etwa 2300 Bürger in Güls in einem Radius von 500 m um den Fundort evakuiert werden. |
| 21. August 2015    | In Lützel wurde bei Bauarbeiten eine amerikanische 50 kg schwere Fliegerbombe gefunden. | Die Bombe wurde noch am selben Tag entschärft. Von der Evakuierung waren rund 260 Menschen betroffen. Während der Entschärfung musste der Schienenverkehr auf der rechtsrheinischen Bahnstrecke und die Schifffahrt auf dem Rhein eingestellt werden. |
| 27. August 2015    | Bei Bauarbeiten auf dem Gelände des ehemaligen Stadtbades an der Weißer Gasse wurde eine 1000 kg schwere amerikanische Fliegerbombe gefunden. | Für die Entschärfung mussten am 30. August 2015 in einem Radius von etwa 800 m um den Fundort etwa 10.000 Menschen ihre Wohnungen verlassen. Ebenfalls von der Evakuierung betroffen waren ein Alten- und Pflegeheim und das Polizeipräsidium Koblenz. An diesem Tag konnten zwei Moselbrücken nicht befahren werden. Zusätzlich wurde während der Entschärfung der Schienenverkehr auf der linksrheinischen Bahnstrecke und die Schifffahrt auf der Mosel eingestellt. |
| 21. Oktober 2015   | An einer Grundschule in der Südlichen Vorstadt wurde bei Bauarbeiten eine 250 kg schwere amerikanische Fliegerbombe gefunden. | Es mussten für die Entschärfung am 25. Oktober 2015 in einem Radius von etwa 500 m um den Fundort etwa 5.000 Menschen ihre Wohnungen verlassen. Während der Entschärfung wurde die Bundesstraße 9 gesperrt und der Schienenverkehr auf der linksrheinischen Bahnstrecke eingestellt. |
| 6. Oktober 2020    | Auf einer Baustelle für einen Supermarkt an der Beatusstrasse im Stadtteil Goldgrube wurde eine 500 kg schwere amerikanische Fliegerbombe gefunden. Der Heckzünder war nicht mehr vorhanden, der Frontzünder noch intakt. | Das Standardevakuierungsverfahren sah einen Evakuierungsradius von 1000 m vor, aus dem 15.000 Menschen evakuiert werden müssten. Außerdem hätten in diesem Radius mehrere Sonderobjekte evakuiert werden müssen: der Hauptbahnhof, die JVA, zwei Seniorenresidenzen, ein Krankenhaus, das technische Rathaus, die Kreisverwaltung. Wegen der Coronakrise bereitete die Evakuierung des Gebietes große planerische Schwierigkeiten. Zum Beispiel befanden sich in der Evakuierungszone mehrere Personen in Quarantäne. Aus diesem Grunde wurde die Entschärfung erst für den 18. Oktober 2020 geplant. Im Hinblick auf die besondere Situation der Corona-Pandemie haben sich Kampfmittelräumdienst, Ordnungsamt und Feuerwehr für eine Verfahrensweise entschieden, die in anderen Städten mittlerweile häufiger Anwendung findet. Der Fundort der Bombe wird mit aufeinanderstapelten Überseecontainern, die miteinander vertäut und mit Wasser gefüllt werden, umbaut. Eine geschützte Lücke für den Bagger des Kampfmittelräumdienstes bleibt. Durch diese Maßnahme konnte der Evakuierungsradius auf 500 m verkleinert werden. Durch diese für Koblenz neue Maßnahme mussten nur etwa 5.000 Menschen ihre Wohnungen verlassen. Auch die Anzahl der besonderen Objekte sank deutlich: Betroffen waren noch das Brüderkrankenhaus, das Altenheim St. Barbara, das Beatusbad, die Moselbahnstrecke, die Bundesstraße B9. Während der Entschärfung wurde die Bundesstraße 9 gesperrt und Züge hielten nicht mehr im Hauptbahnhof, sondern fuhren in der Zeit der Entschärfung durch. |
| 4. Oktober 2021    | Auf einer Baustelle in Wallersheim wurde eine 250 kg schwere amerikanische Fliegerbombe gefunden. | |
| 30. August 2024    | Bombenfund auf Baustelle Pfaffendorfer Brücke | |